# Magadanichthys
Magadanichthys is een geslacht van straalvinnige vissen uit de familie van puitalen (Zoarcidae).